# Triệu Tử Thần
Triệu Tử Thần (giản thể: 赵紫宸; phồn thể: 趙紫宸; bính âm: Zhào Zǐchén; tên La tinh: T. C. Chao) (1888–1979) là một trong những nhà tư tưởng thần học hàng đầu tại Trung Quốc nửa đầu thế kỷ XX. Ông là người theo Kitô giáo.

## Cuộc sống
Năm 1914, ông đến Hoa Kỳ học tập và nhận bằng MA và BD tại Đại học Vanderbilt. Triệu Tử Thần được biết đến rộng rãi qua thời gian giảng dạy và nghiên cứu môn triết học tôn giáo và trưởng khoa tại Đại học Yên Kinh. Năm 1948, đại hội thứ nhất Hội đồng thế giới các giáo hội (tiếng Anh: World Council of Churches) cử ông làm một trong sáu chủ tịch. Tuy nhiên, năm 1950 ông từ chức trong cuộc biểu tình phản đối quan điểm của hội đồng về Chiến tranh Triều Tiên.
Khi Giáo hội Ái quốc Tam Tự (三自愛國運動) thành lập, ông là một trong 40 lãnh đạo giáo hội ký "Tuyên ngôn Tam Tự" (三自宣言). Thập niên 1950, Triệu bắt đầu công khai bày tỏ thiên hướng chống Mỹ. Tuy vậy, năm 1956, chính quyền cộng sản cáo buộc ông thân Mỹ, và chỉ được phục hồi danh dự hồi năm 1979, vài tháng trước khi ông qua đời.

## Nhà thần học
Triệu được xem là nhà thần học quan trọng của Trung Quốc trong thế kỷ XX.
Trong suốt phong trào Kháng Cơ Đốc giáo những năm 1920, Triệu Tử Thần khuyên tín hữu Cơ Đốc giáo Trung Quốc rủ bỏ vỏ bọc phương Tây của Cơ Đốc giáo để khám phá chân bản của tôn giáo này. Là một người Cơ Đốc giáo bản xứ, Triệu giải thích, nên là một căn cứ hữu ích cho việc tái thiết xã hội Trung Quốc. Những năm sau, ông trở nên ngoan đạo hơn, đặc biệt sau những tháng ngày trong nhà tù thực dân Nhật Bản năm 1942. Sau năm 1949, Triệu hòa hoãn với chính quyền cộng sản Bắc Kinh mới thành lập.
Những thay đổi trong bối cảnh chính trị xã hội phản ánh qua tư tưởng thần học của ông, đặc biệt là quan điểm của ông về Đức Chúa, từ khởi điểm phóng khoáng hơn đến bảo thủ hơn với những câu hỏi nhắm vào loài người và tội ác xã hội.